# Achada Mentirosa
Achada Mentirosa es una localidad caboverdiana del municipio de São Filipe.

## Geografía
La localidad está situada en la isla Fogo.

## Organización territorial
La localidad abarca los lugares y barrios de:
- Achada
- Achada Mentirosa
- Calabaceira
- Lomba Baixo
- Ribeira Mulato
- Subango
- Terra Nova
- Tortolho